# Szöcskeegerek
A szöcskeegerek (Zapus) az emlősök (Mammalia) osztályának a rágcsálók (Rodentia) rendjébe, ezen belül az ugróegérfélék (Dipodidae) családjába tartozó nem.

## Rendszerezés
A nembe az alábbi 3 faj tartozik:
- kanadai szöcskeegér (Zapus hudsonius) Zimmermann, 1780 – típusfaj
- nyugati szöcskeegér (Zapus princeps) Allen, 1893
- csendes-óceán parti szöcskeegér (Zapus trinotatus) Rhoads, 1895